# Terrapene carolina carolina
Terrapene carolina carolina es una subespecie de Terrapene carolina, llamada tortuga de caja del este, es originaria de la zona oriental de los Estados Unidos. 
Terrapene carolina es una de las dos especies de tortugas de caja que se encuentran en los Estados Unidos junto a Terrapene ornata. Es la única "tortuga de tierra" que se encuentra en Carolina del Norte. Las tortugas de caja son rastreadores lentas, de muy larga vida, tardan en madurar y tienen relativamente pocas crías por año. Estas características, junto con una propensión a ser atropelladas por los coches y por la maquinaria agrícola, hace que sean susceptibles a los problemas inducidos por el hombre.

## Descripción
Las tortugas de caja del este tienen un caparazón bombado y una bisagra como peto que permite el cierre total del caparazón, por eso son llamadas tortugas de caja. El caparazón puede ser de coloración variable, pero normalmente es de color marrón o negro acompañado de un amarillo anaranjado irradiando un patrón de líneas, puntos o manchas. La piel es de color como el de la concha, es variable, pero generalmente es de color marrón con un poco de amarillo, púrpura o blanco con manchas o rayas. Esta coloración se parece mucho a la de la hoja de invierno del álamo. El color del caparazón y la piel de una tortuga de caja del este difiere con la edad, las tortugas más jóvenes tienen a menudo colores más vibrantes. Además, los machos tienen normalmente los ojos rojos mientras que las hembras tienen los ojos marrones. Las tortugas de caja del este tienen un afilado pico, cuernos, miembros robustos, y sus pies son palmeados solo en la base. De pequeño tamaño, los machos crecen hasta un máximo de siete pulgadas, y las hembras de unos ocho año. En la naturaleza, las tortugas de caja se sabe que viven más de 80 años, pero en cautividad, por lo general viven solo entre 30 y 50 años. Prácticamente todas las tortugas tienen una cubierta de escamas, o escamas modificadas, sobre el caparazón óseo. El número, tamaño, forma y posición de estos escudos pueden ayudar en la identificación de la tortuga. Solo las tortugas de caparazón blando y la tortuga laúd tienen los escudos ausentes, dejando la piel para cubrir los huesos.
Las tortugas de caja del este tienen muchas características de identificación única que las separan de las tortugas Gopherus de América del Norte y de las tortugas de agua. Mientras que los de sexo femenino el peto es plano, en los machos es cóncavo para que el macho pueda encajar en la parte posterior del caparazón de la hembra durante el apareamiento. La parte frontal y posterior del plastrón están conectados por un eje flexible. Cuando está en peligro es capaz de cerrar el peto tirando de las secciones articuladas estrechamente contra el caparazón, sellando efectivamente el cuerpo blando en el hueso. El caparazón está hecha de huesos cubiertos por un tejido vivo vascularizado y cubierto con una capa de queratina. Este caparazón está conectado al cuerpo a través de su caja torácica lo que hace que el caparazón esté de manera permanente y no se pueda mover. 
Cuando se lesiona o se daña, el caparazón tiene la capacidad para regenerarse y reformarse. Con el tejido granular poco a poco va recuperando las formas y la queratina crece lentamente sobre la zona dañada para reemplazar los faltantes y escudos o escaleras. A diferencia de los galápagos, como la tortuga pintada (Chrysemys picta), los escudos de la tortuga de caja seguirá creciendo a lo largo de la vida de la tortuga y el desarrollo de los anillos de crecimiento. Las tortugas de agua en general se desnudan de sus escudos a medida que crecen. 

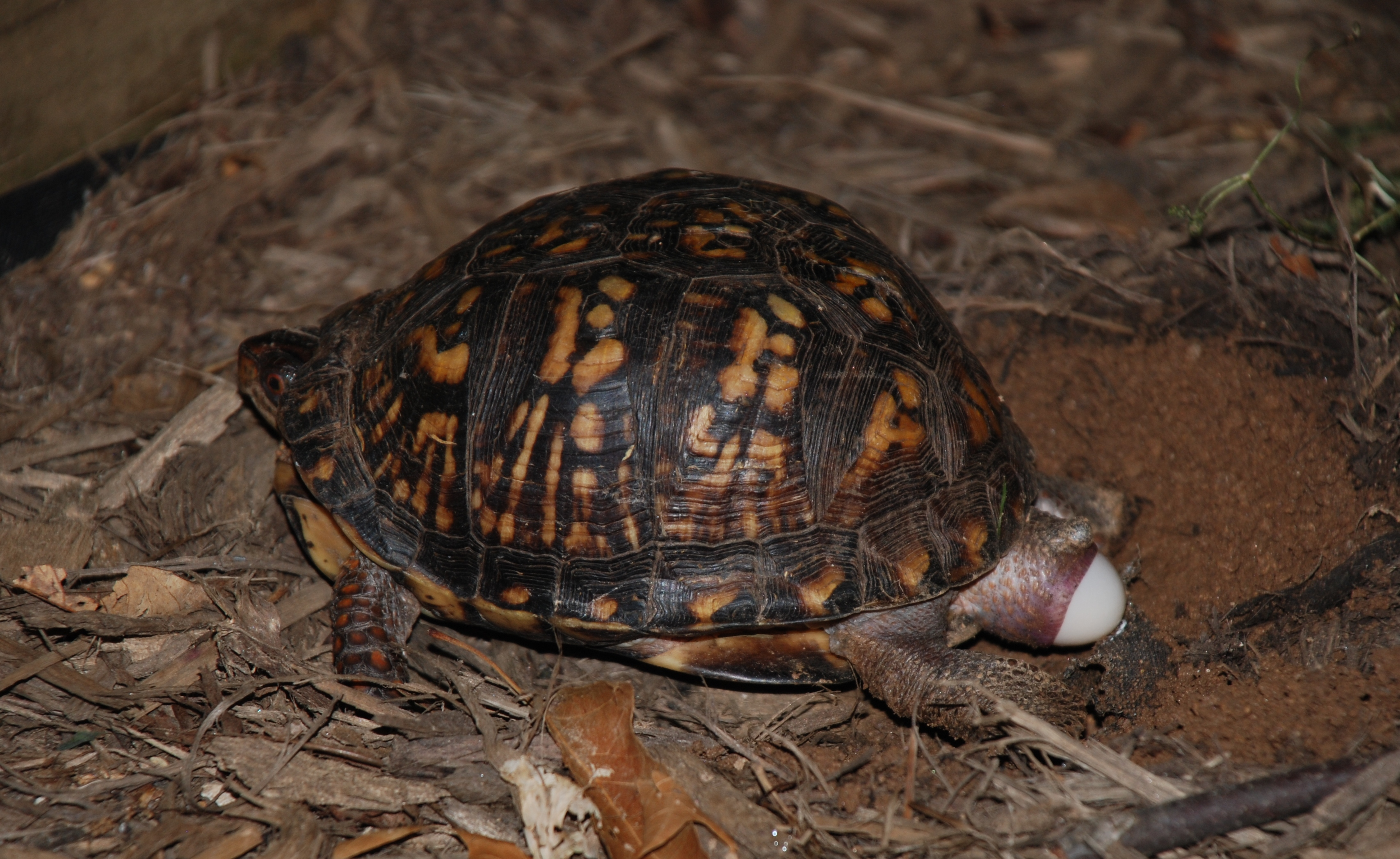
T. carolina carolina poniendo huevos
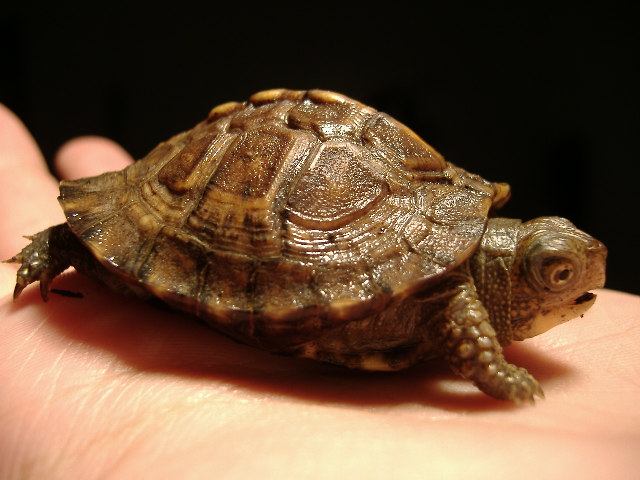
Una tortuga de caja joven
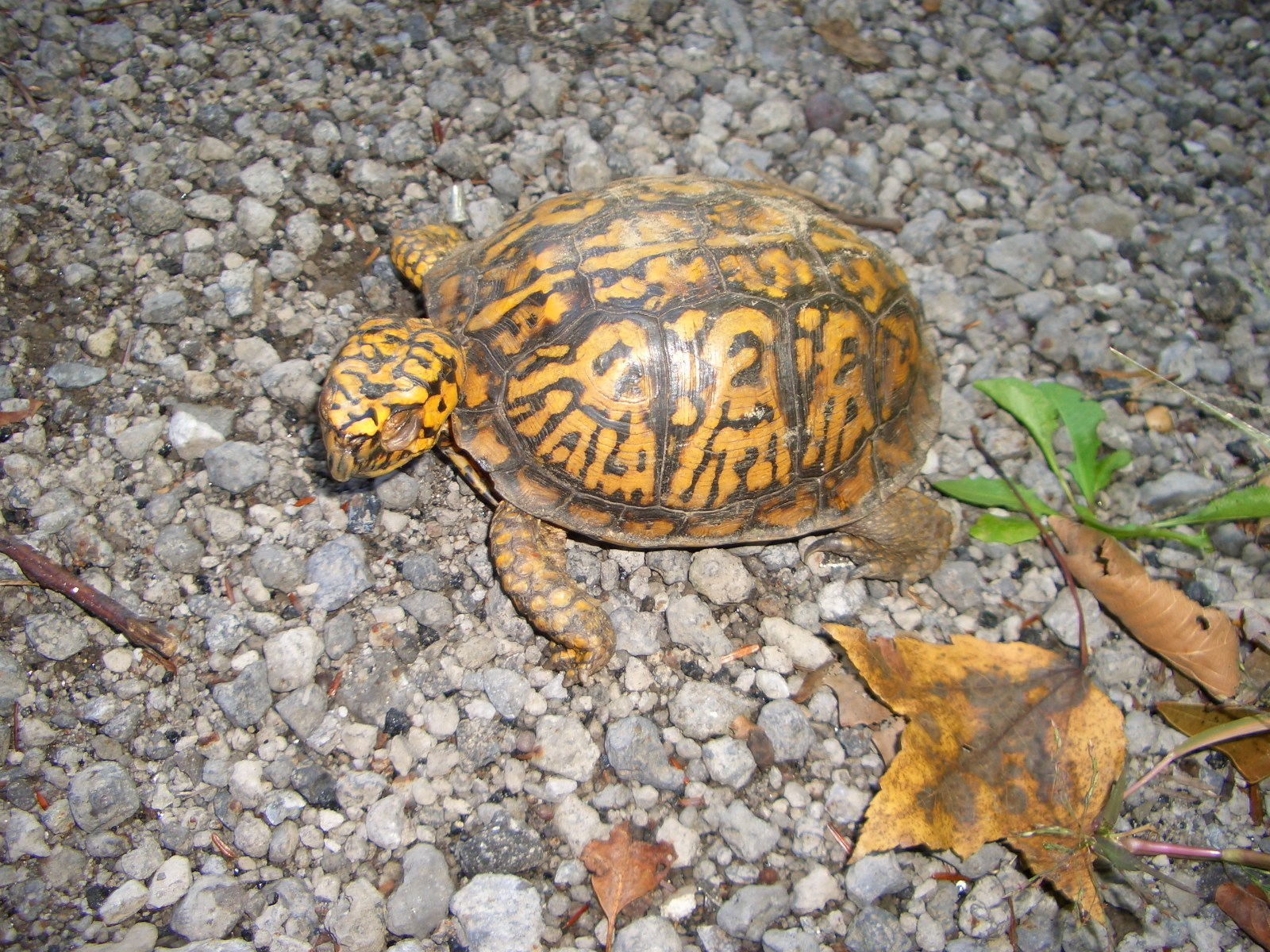
Tomlinson Run State Park
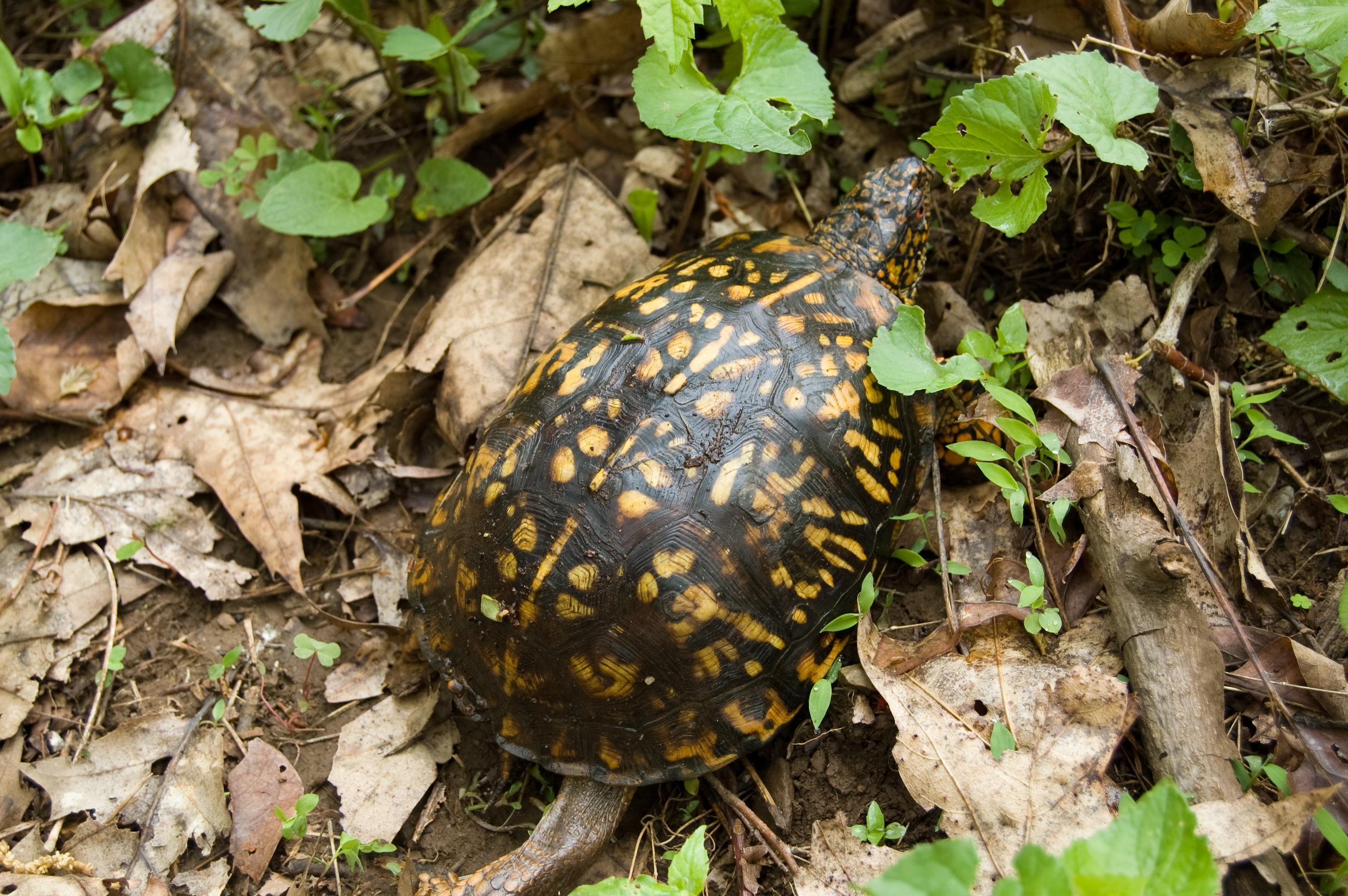
Parque Nacional Shenandoah
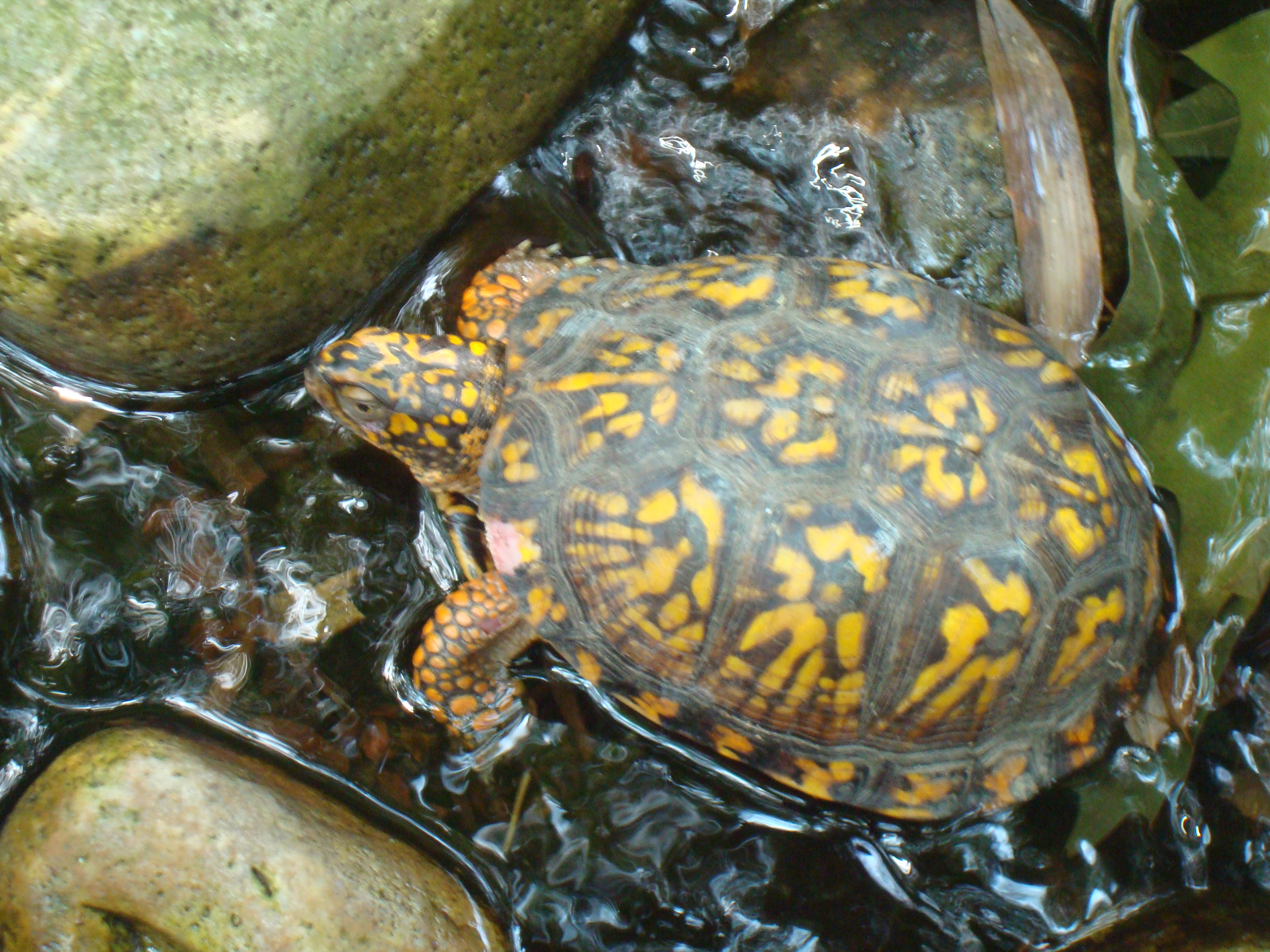
Terrapene carolina carolina

## Distribución y hábitat
La tortuga de caja del este se encuentra principalmente en el este de los Estados Unidos, como está implícito en su nombre. Se distribuyen por el norte hasta el sur de Maine y la parte sur y oriental de Míchigan en la Península Superior, en el sur hasta el sur de Florida y al oeste hasta el este de Kansas, Oklahoma y Texas. La tortuga de caja del este se considera poco común y rara en la región de los Grandes Lagos, pero las poblaciones se encuentran en zonas no atravesadas por las carreteras con mucho tráfico. En el medio oeste de Estados Unidos son una especie de interés especial en Ohio, y de especial preocupación en Míchigan e Indiana. Las tortugas de caja del este prefieren bosques caducifolios o bosques mixtos con un suelo del bosque moderadamente húmedo que tenga un buen drenaje. También pueden ser encontradas en los pastos abiertos o en la tierra húmeda, con hojas generalmente húmedas o tierra húmeda. También han sido conocidas por tomar "baños" en los arroyos y estanques poco profundos o charcos.

## Comportamiento y alimentación
Los hábitos alimenticios de las tortugas de caja orientales puede variar mucho debido al gusto de cada una, la temperatura, la iluminación y su entorno. A diferencia de los animales de sangre caliente su metabolismo no maneja el hambre, solo puede disminuir su nivel de actividad, retirarse a sus caparazones y detener el consumo de alimentos hasta que surjan mejores condiciones. 
En la naturaleza las tortugas de caja del este son oportunistas omnívoras y se alimentan de una variedad de materia animal y vegetal. Hay una variedad de alimentos que son universalmente aceptados por las tortugas de caja del este, que incluyen gusanos, caracoles, escarabajos, orugas, hierbas, fruta caída, bayas, hongos, flores, el pasto de malas hierbas, y el carrión. Estudios en los humedales de la bahía de Maryland también han demostrado que las tortugas de caja del este se han alimentado de aves vivas que estaban atrapadas en redes. Muchas veces, van a comer un trozo de comida, sobre todo en cautividad, solo porque ven y huelen a comestibles, como hamburguesas o huevos, aunque el alimento puede ser nocivo o no saludable. También se sabe que han consumido hongos tóxicos. La evidencia anecdótica sugiere que los recién nacidos de tortugas de caja son más carnívoros que sus subadultos y adultos. No hay todavía ninguna evidencia concreta para apoyar esta teoría.

## Mantenimiento en cautividad
Miles de tortugas de caja se obtienen de la naturaleza cada año para el mercado interno de mascotas, especialmente de Texas, las Carolinas, y Arkansas. Las tortugas en cautividad pueden tener una vida tan corta como tres días si no se alimentan o si no se mantienen en un recipiente adecuado. La tortuga de caja del este está protegida en la mayor parte de su gama, pero muchos estados permiten la captura y posesión de las tortugas de caja para su uso personal. Aunque Estados Unidos ha prohibido su exportación, algunas tortugas de caja aun así pueden terminar en Asia en el mercado de alimentos. Su cría en cautividad es bastante común, pero no tan numerosa para satisfacer la demanda del mercado. Sin embargo las tortugas de caja son resistentes si se satisfacen sus necesidades, y con frecuencia son mantenidas como mascotas, son muy difíciles de mantener debido a sus múltiples necesidades. Las tortugas de caja del este requieren de mucha humedad, temperaturas cálidas con gradientes térmicos verticales y horizontales, sustrato adecuado para cavar, y el espectro completo ultravioleta de iluminación. Iluminación que imita la luz del sol. Un área de calentamiento en un extremo de la caja es importante para ofrecer a la tortuga la capacidad para calentarse, y es fundamental para los machos sexualmente maduros y para las hembras para el desarrollo de los espermatozoides y los folículos ováricos, respectivamente. 
Por lo tanto, un plato grande y agua de fácil acceso para bañarse y beber es importante para su salud. El agua debe ser fresca y limpia y disponible en todo momento. Como las tortugas de caja pocas veces obtienen los nutrientes que necesitan para impulsar el crecimiento del caparazón y el desarrollo del esqueleto y la piel, también pueden requerir suplementos de vitaminas para mantenerse saludables, como calcio , vitamina A y ácido fólico. Las dietas en cautividad son diversas en vivo, invertebrados como grillos, gusanos, larvas, escarabajos, pequeños ratones, así como fresas silvestres, y pescado (no pez de colores). Mezcla de bayas, frutas, lechuga romana, col rizada, diente de león verde, achicoria y hongos son adecuados para las tortugas de caja, los alimentos húmedos para perros puede ser ofrecido ocasionalmente, la totalidad de animales son preferibles. Reptomin es un alimento adecuado para las tortugas de caja y las crías inmaduras/subadultos. 